# Samangan
Aybak ("Senhor da Lua", em uzbeque), antiga Samangan (em persa: سمنگان, transl. Samangān) é uma cidade do Afeganistão, na província de Samangan, situada no norte do país. É conhecida por suas antigas ruínas, incluindo o Takht-e Rostam.
O nome Aybak está associado à vila vizinha, o célebre sítio arqueológico de Ay Khanum ("senhora da Lua").
A população da cidade é composta majoritariamente por tajiques, com grandes minorias de hazaras, pachtuns, uzbeques e outros grupos étnicos.